# 마셜 제도의 재외공관 목록

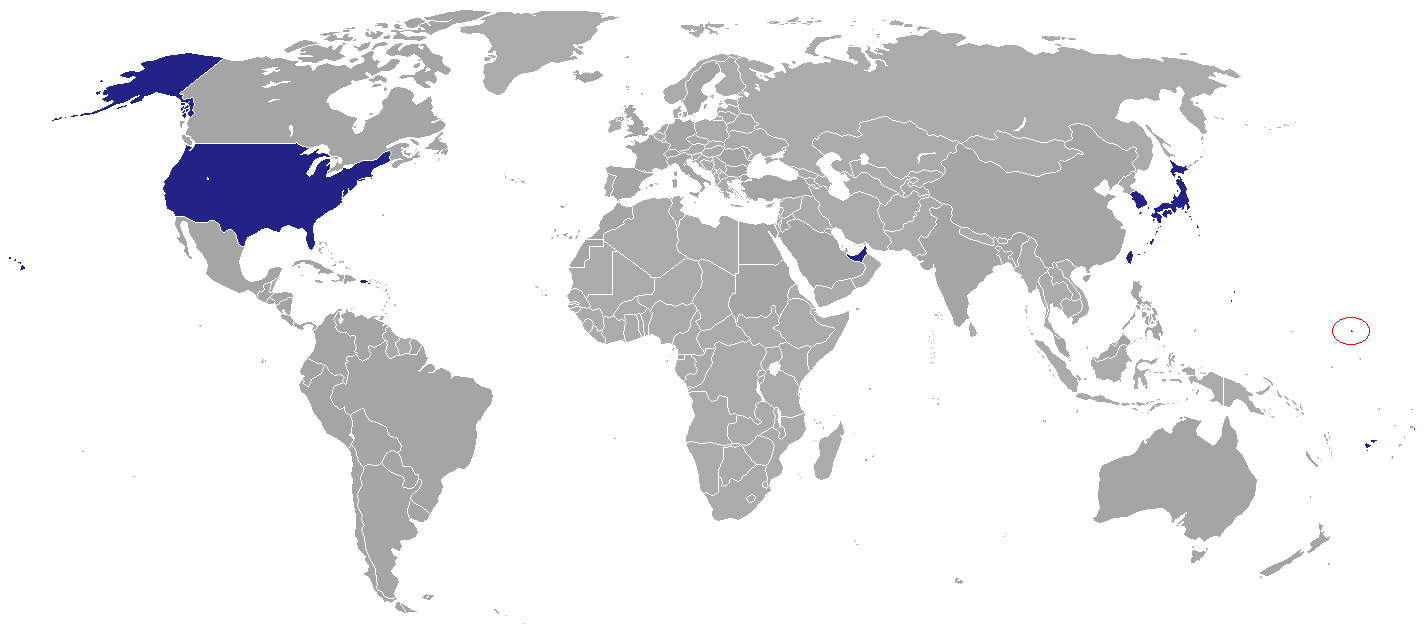
각국에 설치된 마셜 제도의 재외공관들.

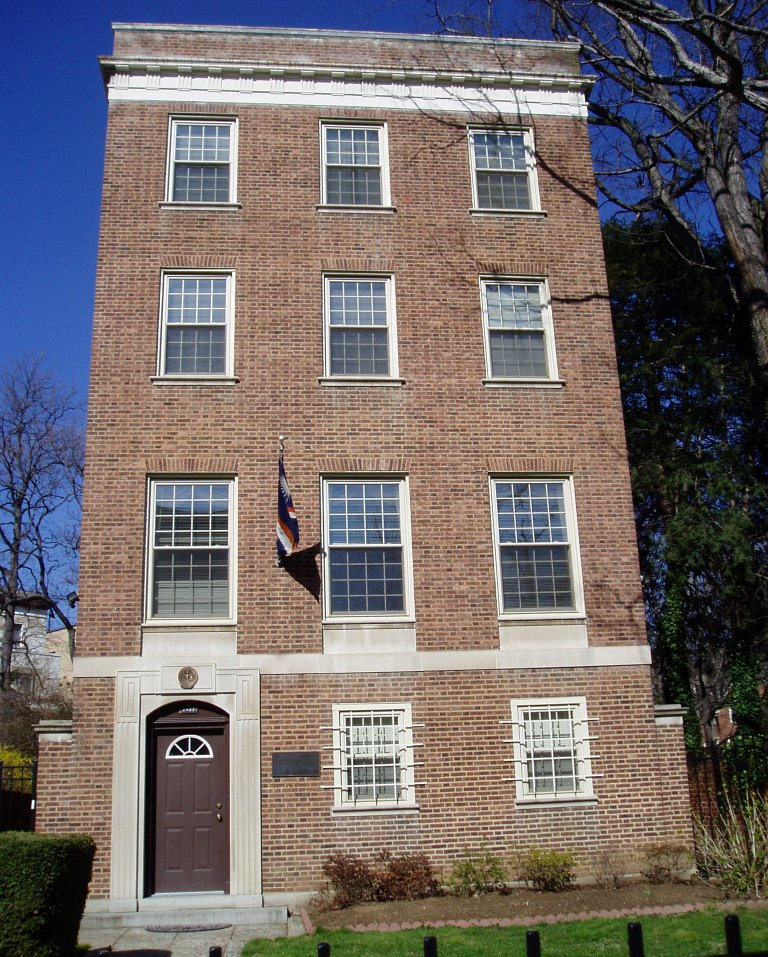
워싱턴 D.C. 주재 마셜 제도 대사관

마셜 제도의 재외공관 목록은 마셜 제도 주재 대사관을 각국에 상주시켜 놓는 것을 의미하며, 마셜 제도의 재외공관을 나열한 목록이다.

## 아시아
- 대한민국 : 서울특별시 (대사관)
- 중화민국 : 타이베이시 (대사관)
- 일본 : 도쿄도 (대사관)

## 아메리카·오세아니아
- 미국 : 다음과 같음
  - 워싱턴 D.C. (대사관)
  - 호놀룰루 (영사관)
  - 스프링데일 (영사관)
- 피지 : 수바 (대사관)

## 대표부
- UN 마셜 제도 정부 대표부 : 뉴욕

## 같이 보기
- 마셜 제도 주재 외국공관 목록